# Char D1
D1 (фр. Char de bataille D1) — французский лёгкий (порой относят к средним) пехотный танк 1920-х годов. Создан на основе танка NC 27, за время серийного выпуска было произведено 160 экземпляров. Серийно выпускался в 1932—1935 годах. Первоначально использовался в Алжире, с началом Второй мировой войны некоторое их количество было переброшено во Францию, где они приняли участие в боях 1940 года. Оставшиеся в Африке танки использовались французскими войсками вплоть до марта 1943 года.

## Модификации
- D1A — базовая модификация, произведено всего 10 экземпляров;
- D1B — основная производственная модификация, с 47-мм пушкой SA34, увеличенным бронированием и более мощным двигателем, выпущено 100 танков;
- Char Observatoire — один экземпляр D1, переоборудованный в командную машину со снятой башней и дополнительной радиостанцией.

## Состоял на вооружении
- Франция
- Вишистская Франция — после Второго компьенского перемирия за Францией осталось некоторое количество бронетехники, в основном в колониях. Среди них и танки D1. 80 танков в Алжире и 15 в Тунисе.